# Напад НОВЈ на Гојло 1942.
Напад на нафтне изворе у Гојлу је била партизанска диверзантска акција у току Другог светског рата у Југославији, изведена 6. септембра 1942. године.
Акцију су извеле јединице Седме хрватске НО бригаде, Банијске пролетерске чете и Мославачког партизанског батаљона и делови Првог славонског НОП одреда и остаци Крајишког пролетерског батаљона.« Највећи терет борбе у самом мјесту је понела прва Славонска ударна чета и Банијска пролетерска чета.
Уништењем постројења у Гојлу, извесно време је обустављена производња нафте која је прерађивана за потребе Вермахта у рафинеријама код Сиска и у Босанском Броду. Тако је експлоатација нафте из Гојла износила само 9.605 тона у 1942. години, за разлику од регуларне експлоатације у 1943. години, која је износила 21.582 т.

## Припреме
Овом потхвату великих размера је претходила помна обавештајна припрема. Након што је Штаб 3. оперативне зоне НОВ и ПО Хрватске донио одлуку о нападу на Гојло, из Славоније с два пратиоца упућен замјеник команданта Зоне Богдан Црнобрња са задатком да изврши свеобухватне припреме за ту акцију, а затим да командује свим јединицама које би учествовале у акцији. Богдан Црнобрња се тога присећа:
"Кренули смо из с. Заиле где се налазио Штаб зоне. Ишли смо ноћу и преданили у с. Јања Липа, на цести Дарувар-Гојло. Један члан Партије из тог села пратио нас је затим до с. Ступоваче и повезао нас с тамошњом партијском организацијом. Ту сам, случајно, наишао на Звонка Бркића, тада теренског партијског радника. Када сам му рекао зашто сам дошао одговорио ми је да податке о непријатељу у Гојлу неће бити тешко прибавити јер и тамо постоји партијска организација. Сутрадан, неколико чланова Партије отишло је с тим задатком из Ступоваче у Гојло. На основи података о непријатељском распореду и наоружању које су они донијели, израђен је план напада, а неки чланови партијске ћелије Гојла послужиће нам и као водичи у самој акцији."
Истовремено, због непријатељске офанзиве на Банију, банијске су се снаге повукле на Кордун, одакле су неки пребачени у Мославину. По наређењу Главног штаба за Хрватску, крајем августа, у рејон Мославине пребачена су, преко Саве, три батаљона Банијског одреда, са задатком да помогну мославачким и славонским јединицама у даљем развоју борбе у тим крајевима.
3-IX-1942 год. Како још увек немамо веза са партизанима мославачким, јер без веза и обавештења не можемо ништа да учинимо, то крећемо у правцу њиховог вероватног боравка... Стварамо план о акцијама и тражимо обавештења, која су врло оскудна, јер нема обавештајне службе, нема информативне службе, нема скоро ничега, иако су услови за све то врло добри.— Извештај Оперативног штаба Партизанског Одреда Баније
Почетком септембра у Мославину пребачени су Седма банијска бригада, делови Првог славонског НОП одреда и Крајишког пролетерског батаљона и Банијска пролетерска чета. Дана 2. септембра 1942. године, по наређењу ГШ НОП одреда за Хрватску, од 3, 5. и Ударног батаљона Банијског партизанског одреда формиран је Оперативни штаб НОП одреда Баније, касније Седма банијска ударна бригада. Њена прва већа акција био је напад на петролејске изворе у Гојлу. 4. 9. Банијци су дошли у везу с Мославачким батаљоном.
4-IX-1942 год. Долази заменик комесара Друге зоне друг Цапо (Владо Јанић) и тражи да неко из нашег Штаба иде у једно село, пошто су дошли другови из Славоније ради напада на петролејске изворе код Гојла. На преговоре је послан друг Чизмек и командант Петог батаљона.— Извештај Оперативног штаба Партизанског Одреда Баније
Заједно с Славонцима створен је план за акцију на петролејске изворе код Гојла.
5-IX-1942 год. Славонци су се већ пребацили са 500 партизана, са њима заменик команданта Зоне, командант и комесар И одреда. Ја одлазим са цијелим Ударним батаљоном у једно место близу петролејских извора. Састајемо се са друговима Славонцима и формирамо привремени заједнички Оперативни штаб за извођење акције на петролејске изворе. Створен је план према којем ће Гојло напасти наша Банијска пролетерска чета са Демоњом (о њеној делатности вам пишем на другом месту) и један њихов батаљон. Мославачки батаљон је ишао на осигурање према Кутини и Бановој Јарузи, а наш Ударни батаљон према Гарешници.— Извештај Оперативног штаба Партизанског Одреда Баније
Командант Псуњског партизанског одреда Вицко Антић је након рата писао о нападу на Гојло. Нагласивши да је тај задатак Штаб 3. оперативне зоне поверио „Псуњском НОП одреду и Банијској и Босанској пролетерској чети“, он описује њихов прелазак са сектора Псуња за Мославину:
После извршених војничких и политичких припрема јединице су, у две колоне кренуле у правцу Мославине, ради бржег и лакшег пребацивања преко неослобођене територије. После две ноћи марша обје колоне су стигле на Мославачку гору, где су се одмарале пред напад. Уто смо ненадано сазнали да су се тих дана на Мославачку гору из Баније пребацила три батаљона Банијског НОП одреда са Нином Мараковићем на челу, од којих је касније формирана Седма банијска бригада. Одмах смо са Банијцима успоставили везу и направили план да нам и они помогну у извршењу напада на Гојло.
Богдан Црнобрња, координатор акције, је након рата овако описао финалне припреме:
»Непосредно пред акцију, или још прецизније, у моменту издавања наређења за напад, у собу, где смо издавали наређење, су ушла двојица банијских партизана, од којих је један био командант батаљона (звао се Живко). Известио нас је да се у близини налазе три банијска батаљона, да су сазнали за наш долазак и да желе са нама учествовати у нападу на Гојло. Ми смо пристали. Да не бисмо мењали већ извршен распоред за напад, сагласили смо се са друговима из Баније да држе заседу на правцу Гарешница-Вуковије (на њих је наишла мања група жандара коју су распршили). То је била сва корекција нашега плана за напад. Наша процена је била да снаге које су дошле из Славоније, плус Мославачки батаљон могу успешно извршити акцију.«— Писмо Богдана Црнобрње Павлу Грегорићу
Народ села Ступовача дао је све од себе у време партизанског напада на Гојло. У селу је било веома живо. Први пут се сакупило на стотине партизана. Био је ту оперативни штаб на челу с Богданом Црнобрњом-Тољом, Штаб Првог славонског одреда, Банијског одреда и Мославачког одреда. Било је много партизана из Ступоваче који су били водичи јединицама. Многи омладинци били су ангажирани на разним задацима.

## Извођење акције
У зору 6. септембра 1942. године, партизани су извршили напад на нафтне изворе. Напад је почео у пола пет ујутро. Банијци који су били уморни од дуга пута добили су задатак да са једним батаљоном организују заседу према Гарешници, са другим да руше главну пругу Београд-Загреб код Криваје, а са трећим да фингирају напад на непријатељске посаде у Горњој Јеленској и Гарешници. Мославачки партизански батаљон је био у заседи према Бановој Јаруги. Босански пролетери су држали заседу према Кутини. Непосредан напад на Гојило извршиле су снаге Првог и Трећег батаљона Псуњског партизанског одреда и Банијска пролетерска чета.
Петролејске изворе је бранило око 120 домобрана и око 30-40 немачких војника. Њих је нападало до 500 партизана. Изненадним налетом савладана је домобранско-немачка посада у Гојлу код Кутине (Мославина), и запаљени петролејски извори. У нападу су под привременим заједничким Оперативним штабом учествовали делови Првог славонског одреда, Банијска пролетерска чета и делови Крајишког пролетерског батаљона, док су делови Банијског одреда и Мославачки батаљон обезбеђивали напад према околним непријатељским гарнизонима, нарочито према Кутини и Гарешници.«
Према партизанским изворима је »заробљено 76 домобрана, побијено 32 Немца, заробљено 3, убијен натпоручник домобрана, немачки заповедник погинуо.« Код партизана су остала 4 домобрана, остали су пуштени.

## Извештаји
У дневнику Јосипа Крајачића Прике, политичког комесара Псуњског одреда, је записано:
»6 IX 1942. Извршен напад на Гојло. Нападале су снаге нашега Првог и Трећег батаљона и банијска пролетерска чета. Прије самог напада спојили смо се са мославачким батаљоном и са једним банијским који су приликом напада били у заседи. Акција је успела.«— Дневник Јосипа Крајачића Прике
У извештају Оперативног штаба Партизанског Одреда Баније стоји:
6-IX-1942 год. Напад је извршен ујутро у пола пет. У 7 часова и 30 минута главна упоришта су била ликвидирана... Наше даљње кретање овиси и о директивама од вас, од Зоне, и од Главног Штаба Хрватске.«— Извештај Оперативног штаба Партизанског Одреда Баније
Истога дана органи Котарске области НДХ у Кутини обавестили Велику жупу Пригорје, чије је седиште било у Загребу:
»Данас у јутро око 4 сата једна група партизана бројчано јака до 3.000 људи напала је на петролејске изворе на Гојлу... Према још непровереним подацима горе поменута група партизана упустила се у борбу са сатнијом домобрана и једним водом немачких војника, којима је било стављено у дужност осигурање поменутих извора. Након подуље борбе били су домобрански и немачки војници свладани, већином поубијани, док их се један део спасио бегом, а вероватно један део заробљен. Пошто су горње посаде биле свладане, партизани су спалили и уништили све направе за вађење нафте као двадесет три торња, танкове за привремени смештај нафте, остала стројарска постројења, док је једино деломице спашена радничка колонија. Пожар је био огроман. Ширио се великом брзином уз страховиту детонацију.«— Извештај Котарске области НДХ у Кутини
Десет дана касније, 16. септембра, у петнаесто-дневном извјештају »Заповједничтва 1. оружничке пуковније« »Врховном оружничком заповједничтву« у Загребу понављају се углавном подаци Котарске области у Кутини и додаје:
»6. рујна о.г. у 4.30 сати око 3.000 партизана напало је предузеће Петролеј Д. Д. Гојило (7 км. с.и. од Кутине)... У колико се могло утврдити, партизани су однели око 135 пушака и 3 стројопушке. У предузећу партизани упалили су све торњеве (сисаљке) нафте са 2 торња плина, који још и сада горе, те су многе особе нашле смрт у ватри. Штета према процјени немачких стручњака износи око пола милијарде куна.«
Тито (Валтер) је 23. септембра јавио Москви да нафтни извори још увек горе:
»Кордунашки партизански батаљони напали су почетком септембра изворе нафте у Кутини — Хрватска. Немачка и усташка одбрана је уништена а нафтно поље запаљено и оно и сада гори. Ово нафтно поље давало је дневно 80.000 литара нафте, а експлоатисали су га Немци.«